# Mariusz Kwiecień
 (mai 2023).
Pour les articles homonymes, voir Kwiecień.
Mariusz Kwiecień, né le 4 novembre 1972 à Cracovie (Pologne), est un chanteur baryton polonais.
Il a été tout particulièrement remarqué pour son interprétation du rôle-titre de Don Giovanni de Mozart à l'Opéra d'État de Vienne, au Metropolitan Opera de New York, à l'Opéra de Vienne, au Royal Opera House de Londres et au Seattle Opera qui lui a décerné la distinction "d'artiste de l'année" en 2006.

## Biographie

### Carrière
Kwiecień a fait ses études à l'Académie de musique de Varsovie et commence sa carrière professionnelle en chantant le rôle d'Enée dans Didon et Enée de Purcell à l'Opéra de Cracovie en 1993. En 1995, il chante le rôle de Figaro dans Les Noces de Figaro au Luxembourg et à Poznań. Il fait ses débuts à l'Opéra de Varsovie l'année suivante dans le rôle de Stanisław dans Verbum Nobile de Stanisław Moniuszko, une œuvre rarement jouée.
Ses débuts sur les scènes des grands opéras suivent rapidement. Elève du Lindemann Young Artist Development Program du Metropolitan Opera (MET), il y fait ses débuts à 23 ans dans le rôle de Kuligin dans Káťa Kabanová de Janáček. En 2003, il y chante les premiers rôles de baryton, avec plus de 200 représentations à son actif dans le temple new-yorkais, dont Marcello dans La Bohème (2003), Silvio dans Pagliacci (2004), le Comte Almaviva dans Les Noces de Figaro (2005), Guglielmo dans Così fan tutte (2005 ), Dr. Malatesta dans Don Pasquale (2006), Enrico dans Lucia di Lammermoor (2007), Belcore dans L'Elisir d'Amore (2012), le rôle-titre dans Eugene Onegine (2013-2017) et Zurga dans Les Pêcheurs de perle (2015-2018).
Il est également monté sur les grandes scènes d'opéra européennes : Paris, Milan, Londres, Munich, Berlin, Vienne, Hambourg ; et il a travaillé avec de grands chefs d'orchestre tels que Colin Davis, Antonio Pappano, Vladimir Jurowski, Yannick Nézet-Séguin, Fabio Luisi et Kent Nagano. 
Il compte à son répertoire plusieurs rôles des répertoires lyriques italien, français et russe, tels que Don Rodrigo, marquis de Posa dans le Don Carlo de Verdi, ou Sir Riccardo Forth dans I Puritani de Bellini.
En septembre 2020, il annonce son retrait de la scène en raison de problèmes de dos récurrents et devient directeur artistique de l'Opéra de Wrocław.

## Discographie
- Lucia di Lammermoor de Donizetti, dans le rôle d'Enrico, sous la direction de Marco Armiliato face à la Lucia d'Anna Netrebko, au Metropolitan Opera, chez Deutsche Grammophon en 2009, DVD et blu-ray.
- Don Pasquale de Donizetti, dans le rôle du docteur Malatesta, sous la direction de James Levine face à la Norina d'Anna Netrebko, au Metropolitan Opera, chez Deutsche Grammophon, blu-ray de 2011.
- Les Pêcheurs de perles de Georges Bizet, dans le rôle de Zurga, sous la direction de Gianandrea Noseda, Matthew Diamond (mise en scène), Diana Damrau, Leïla, , Matthew Polenzani, Nadir, Nicolas Testé, Nourabad, The Metropolitan Opera Orchestra and Chorus. 1 DVD & Blu-ray Warner Classics Erato 2017.